# Bandera d'Ivars de Noguera
La bandera oficial d'Ivars de Noguera té la següent descripció:
Bandera apaïsada, de proporcions dos d'alt per tres de llarg, vermella, amb les dues fletxes blanques passades en aspa de l'escut, cadascuna de gruix 1/36 de la llargada del drap, posades al centre i a 1/6 de les vores superior i inferior.
Va ser aprovada el 13 de setembre de 1999 i publicada en el DOGC el 18 d'octubre del mateix any dins el número 2996.